# پرداخت انتقالی

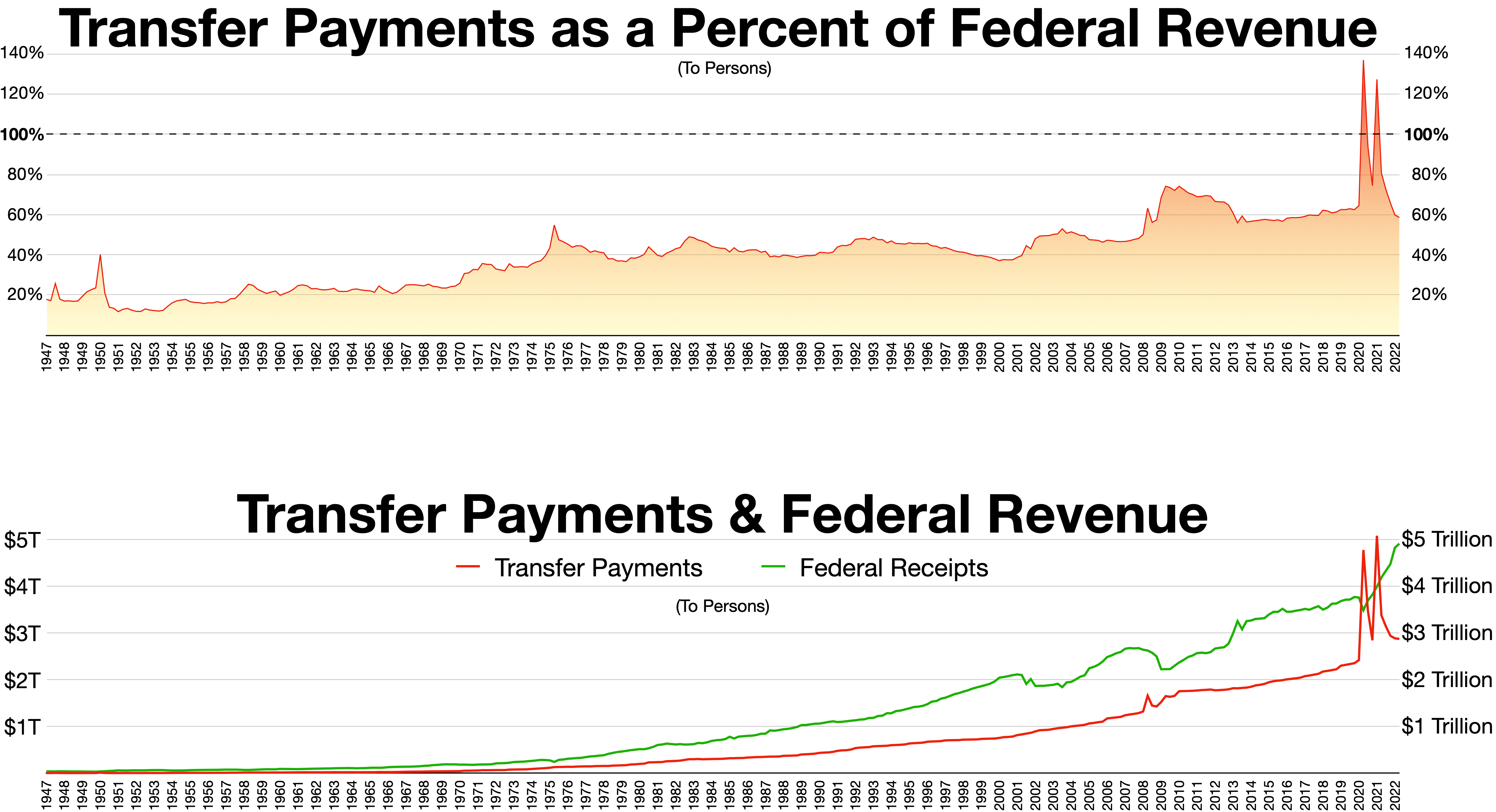
پرداخت‌های انتقالی به (اشخاص) به عنوان درصدی از درآمد فدرال در ایالات متحده

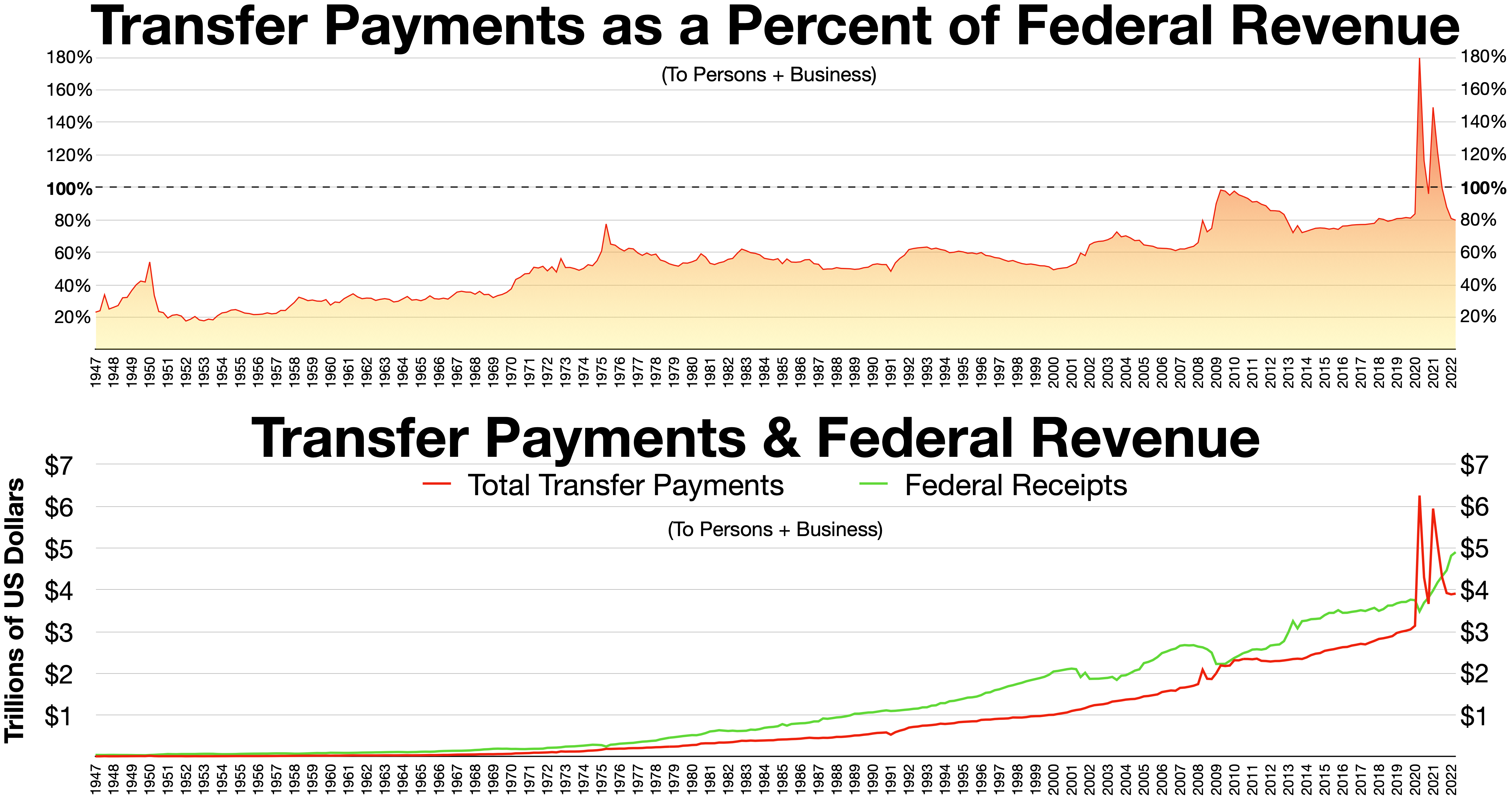
انتقال وجه به (اشخاص + مشاغل) در ایالات متحده

در اقتصاد کلان و امور مالی، پرداخت انتقالی بازتوزیع درآمد و ثروت از طریق پرداخت توسط دولت است، بدون اینکه در ازای آن کالا یا خدماتی دریافت شود (برخلاف تراکنش مالی). این نوع پرداخت‌ها ماهیت یک‌طرفه دارند، یعنی یک طرف از طرف دیگر سود اقتصادی می‌برد. این پرداخت‌ها به عنوان پرداخت‌های غیرجامع در نظر گرفته می‌شوند زیرا مستقیماً منابع را جذب یا خروجی ایجاد نمی‌کنند. نمونه‌هایی از پرداخت‌های انتقالی شامل رفاه، کمک‌های مالی، تأمین اجتماعی و یارانه‌های دولتی برای برخی مشاغل است.
برخلاف معاملهٔ مبادله‌ای که به‌طور متقابل به همه طرف‌های درگیر در آن سود می‌رساند، پرداخت انتقالی شامل یک اهداکننده و یک گیرنده است که در آن اهداکننده چیزی ارزشمند را بدون دریافت چیزی در ازای آن واگذار می‌کند. پرداخت انتقالی می‌تواند هم بین افراد و هم بین نهادها، مانند شرکت‌های خصوصی یا نهادهای دولتی، انجام شود. این معاملات می‌توانند داوطلبانه یا غیرداوطلبانه باشند و عموماً یا با انگیزه نوع‌دوستی اهداکننده یا با انگیزهٔ بدخواهی دریافت‌کننده انجام می‌شوند.
برای محاسبهٔ تولید ناخالص داخلی (جی‌دی‌پی) به روش هزینه، هزینه‌های دولت شامل پرداخت‌های انتقالی نمی‌شود، چون این پرداخت‌ها به معنای تخصیص مجدد پول از یک طرف به طرف دیگر است و مربوط به هزینه‌های کالاها و خدمات تازه تولید شده نمی‌شود.